# Saliya Gunaratne
Saliya Gunaratne (* 1. November 1988) ist ein australischer Badmintonspieler sri-lankischer Herkunft. 

## Karriere
Saliya Gunaratne wurde 2010 australischer Meister im Herrendoppel mit Chad Whitehead. Mit ihm erkämpfte er sich im gleichen Jahr auch Bronze bei der Ozeanienmeisterschaft. Bei der Weltmeisterschaft 2010 schieden sie jedoch schon in Runde eins aus.

## Sportliche Erfolge
| Saison | Veranstaltung                     | Disziplin    | Platz | Name                              |
| ------ | --------------------------------- | ------------ | ----- | --------------------------------- |
| 2010   | Australien: Einzelmeisterschaften | Herrendoppel | 1     | Saliya Gunaratne / Chad Whitehead |
| 2010   | Ozeanienmeisterschaft             | Herrendoppel | 3     | Saliya Gunaratne / Chad Whitehead |
| 2010   | Weltmeisterschaft                 | Herrendoppel | 33    | Saliya Gunaratne / Chad Whitehead |

## Referenzen
- Saliya Gunaratne beim Badminton-Weltverband

| Personendaten    | Personendaten                  |
| ---------------- | ------------------------------ |
| NAME             | Gunaratne, Saliya              |
| KURZBESCHREIBUNG | australischer Badmintonspieler |
| GEBURTSDATUM     | 1. November 1988               |
| GEBURTSORT       | Sri Lanka                      |